# ヴァンウォール
ヴァンウォール（Vandervell Products Ltd.）は、かつてF1に参戦していたコンストラクター。1958年に制定されたコンストラクターズ・チャンピオンシップの初代獲得者である。ヴァンウォールという名称は、母体であるヴァンダーヴェル社とその商標「シンウォール」を組み合わせて命名された。

## 沿革

### 参戦の理由
ヴァンダーヴェル社の創業者トニー・ヴァンダーヴェルは、アメリカ人技術者が開発したベアリングを「シンウォール（Thinwall：「薄い壁」）」と名付け、イギリス国内で特許を取得した。この技術は内燃機関の高回転化に貢献し、第二次世界大戦中の戦闘機のエンジンなどに使われ、ヴァンダーベル社の事業を成功させた。
レース愛好家であるヴァンダーヴェルは、フェラーリの市販スポーツカーの顧客としてエンツォ・フェラーリと交際していた。また、スクーデリア・フェラーリのF1マシン、フェラーリ・375F1を譲り受け、「シンウォール・スペシャル」と名付けて1951年のF1世界選手権や国内レースに出走させていた。フェラーリ初の自製エンジン、ティーポ125にシンウォール・ベアリングが使われるなど、両者の関係は親密なものであった。
ところが、その関係にひびが入る。ある日、ヴァンダーヴェルは購入車の故障のクレームを言いにフェラーリの本拠地モデナを訪れたが、多忙を理由に3時間半も待ちぼうけを食わされた。ヴァンダーヴェルはエンツォのあしらいに立腹し、レースで見返すことを決意する。後援していたBRMのプロジェクトが難航していたこともあり、自らコンストラクターを設立してF1に参戦することとなった。
ちなみに、フェラーリへの不満が動機という点では、後のランボルギーニのスポーツカー開発も同類である（この有名なランボルギーニとのエピソードについては、後年作り話だったことが判明。そういう事実は一切無かったとのこと）。エンツォは顧客をぞんざいに扱う性癖があり、その不遜さが幾つもの因縁を生み出している。

### 英国勢の旗手
クーパー製シャシーにノートンのオートバイエンジンを改造した直4エンジンを搭載したヴァンウォールのF1マシンは、1954年の地元イギリスGPでデビューした。翌1955年まで成功を収められず、マイナーフォーミュラの新興コンストラクターロータス・エンジニアリングにシャシー製作を依頼。コーリン・チャップマンらの手掛けたマシンは徐々に戦闘力を上げ、1956年のノンタイトルレースで初勝利を挙げた。
1957年には、スターリング・モス（第2戦から加入）、トニー・ブルックス、スチュアート・ルイス＝エヴァンズら母国のスタードライバーを揃え、フェラーリやマセラティといったイタリア勢を脅かす存在となる。チームとして、また英国車としての初勝利は第5戦の地元イギリスGPで、当時の規則では1台のマシンを乗り継ぐことが許されていたため、モスとブルックスの手により果たされた。モスはペスカーラGP・イタリアGPでも連勝し、フェラーリの地元で鼻を明かすことに成功した。

### 栄光と悲劇
1958年も強力なラインナップを保ち、フェラーリを圧倒する快進撃を見せる。モスが第3戦オランダGP、第9戦ポルトガルGP、最終戦モロッコGPで勝ち、ブルックスが第5戦ベルギーGP、第8戦ドイツGP、第10戦イタリアGPで勝つなど、シリーズ11戦中6勝を挙げる強さで、この年からコンストラクターにも与えられるようになったチャンピオンの栄光を手にした。しかし、勝利が分散した結果、ドライバーズチャンピオンはフェラーリのマイク・ホーソーンに奪われた。この年4勝したモスは最速のドライバーでありながら、1勝のホーソーンに有効ポイント上僅か1点差で及ばなかった。
そして、最終戦モロッコGPでは、チームに愛されたルイス＝エヴァンズが炎上事故で重傷を負い、後日死亡するという悲劇も起こった。トニー・ヴァンダーベルはフェラーリへの復讐を果たし、医師から体調面で忠告されていたこともあり、このレースをもって本格参戦を中止した。1959年、1960年にも各1レース1台ずつ出走したが、すでに戦闘力は失われ、やがてヴァンウォールの名はレース界から消滅した。
チーム発足・参戦から僅か4年で栄光をつかみ、その頂点で実質的に幕を閉じたヴァンウォールの歴史はF1史上でも稀有なものであった。それはまた、クーパー、BRM、ロータスといった英国勢の黄金時代につながる先駆けでもあった。

### ブランドの復活

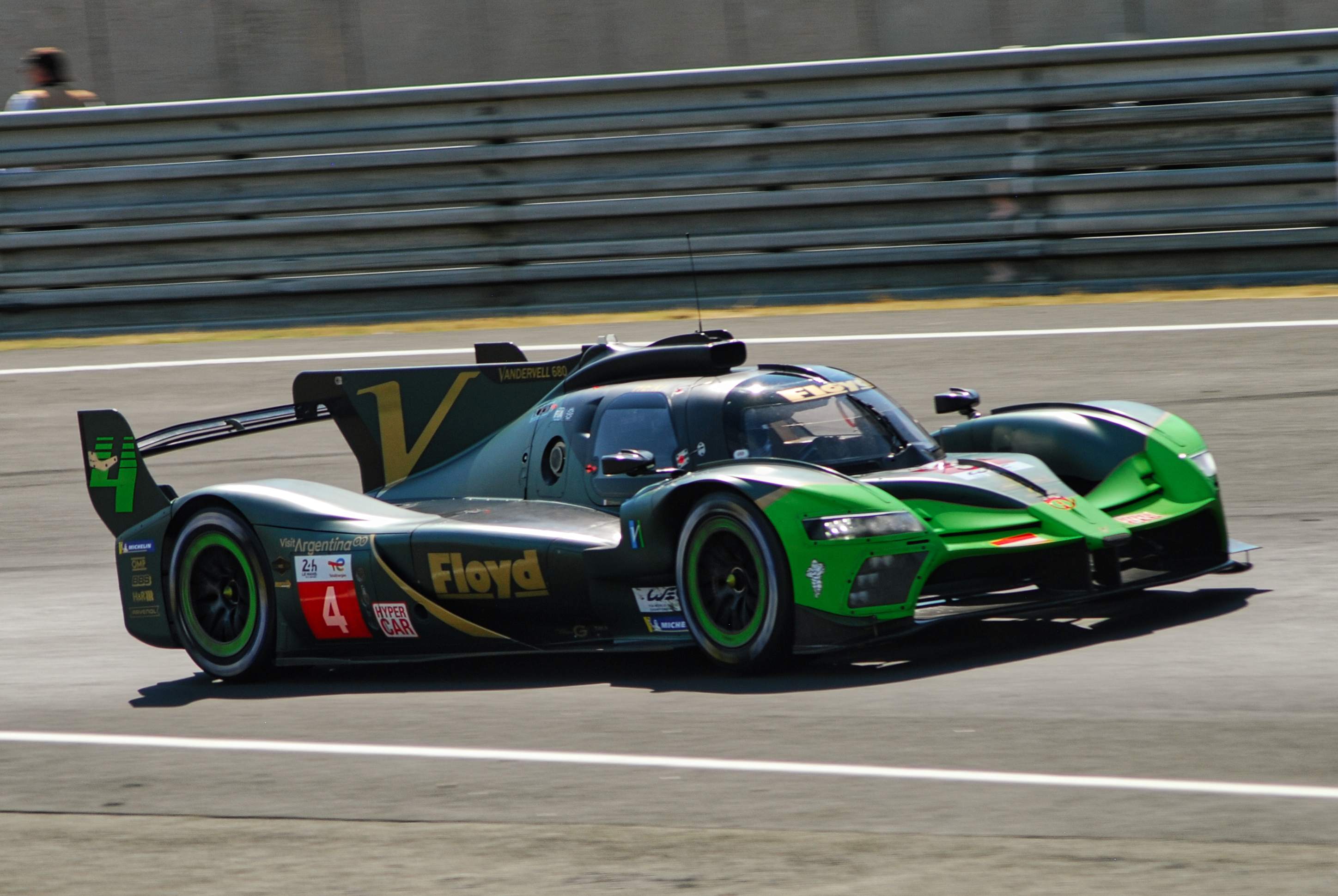
ヴァンウォール・ヴァンダーヴェル 680（2023年のル・マン24時間レース）

2023年にコデワにより、ル・マン・ハイパーカー規定車両のヴァンウォール・ヴァンダーヴェル 680が開発され、ヴァンウォールの名前がレース界に復活した。

## F1世界選手権における成績

### プライベートチーム時代（1951年）
| 年    | シャシー          | エンジン                | タイヤ | ドライバー                   | 1   | 2   | 3   | 4   | 5   | 6   | 7   | 8   | DCP |
| ----- | ----------------- | ----------------------- | ------ | ---------------------------- | --- | --- | --- | --- | --- | --- | --- | --- | --- |
| 1951  | フェラーリ・375F1 | フェラーリ 375 4.5L V12 | P      |                              | SUI | 500 | BEL | FRA | GBR | GER | ITA | ESP |     |
| 1951  | フェラーリ・375F1 | フェラーリ 375 4.5L V12 | P      | レグ・パーネル               |     |     |     | 4   |     |     |     |     | 3   |
| 1951  | フェラーリ・375F1 | フェラーリ 375 4.5L V12 | P      | ブライアン・ショウ・テイラー |     |     |     | DNS |     |     |     |     | 0   |
| 1951  | フェラーリ・375F1 | フェラーリ 375 4.5L V12 | P      | ピーター・ホワイトヘッド     |     |     |     |     | 9   |     |     |     | 0   |
| 出典: |                   |                         |        |                              |     |     |     |     |     |     |     |     |     |

### フルワークスチーム時代（1954年 - 1960年）
| 年    | シャシー   | エンジン                   | タイヤ | ドライバー                       | 1   | 2   | 3   | 4   | 5         | 6        | 7   | 8   | 9   | 10  | 11  | DCP | CCP     | WCC |
| ----- | ---------- | -------------------------- | ------ | -------------------------------- | --- | --- | --- | --- | --------- | -------- | --- | --- | --- | --- | --- | --- | ------- | --- |
| 1954  | スペシャル | ヴァンウォール 254 2.5L L4 | P      |                                  | ARG | 500 | BEL | FRA | GBR       | GER      | SUI | ITA | ESP |     |     |     | -1      | -1  |
| 1954  | スペシャル | ヴァンウォール 254 2.5L L4 | P      | ピーター・コリンズ               |     |     |     |     | Ret       |          |     | 7   | DNS |     |     | 0   | -1      | -1  |
| 1955  | VW55       | ヴァンウォール 254 2.5L L4 | P      |                                  | ARG | MON | 500 | BEL | NED       | GBR      | ITA |     |     |     |     |     | -1      | -1  |
| 1955  | VW55       | ヴァンウォール 254 2.5L L4 | P      | マイク・ホーソーン               |     | Ret |     | Ret |           |          |     |     |     |     |     | 0   | -1      | -1  |
| 1955  | VW55       | ヴァンウォール 254 2.5L L4 | P      | ケン・ウォートン                 |     |     |     |     |           | 9*       | Ret |     |     |     |     | 0   | -1      | -1  |
| 1955  | VW55       | ヴァンウォール 254 2.5L L4 | P      | ハリー・シェル                   |     |     |     |     |           | 9* / Ret | Ret |     |     |     |     | 0   | -1      | -1  |
| 1956  | VW2        | ヴァンウォール 254 2.5L L4 | P      |                                  | ARG | MON | 500 | BEL | FRA       | GBR      | GER | ITA |     |     |     |     | -1      | -1  |
| 1956  | VW2        | ヴァンウォール 254 2.5L L4 | P      | モーリス・トランティニアン       |     | Ret |     | Ret |           | Ret      |     | Ret |     |     |     | 0   | -1      | -1  |
| 1956  | VW2        | ヴァンウォール 254 2.5L L4 | P      | ハリー・シェル                   |     | Ret |     | 4   | 10* / Ret | Ret      |     | Ret |     |     |     | 3   | -1      | -1  |
| 1956  | VW2        | ヴァンウォール 254 2.5L L4 | P      | マイク・ホーソーン               |     |     |     |     | 10*       |          |     |     |     |     |     | 0   | -1      | -1  |
| 1956  | VW2        | ヴァンウォール 254 2.5L L4 | P      | コーリン・チャップマン           |     |     |     |     | DNS       |          |     |     |     |     |     | 0   | -1      | -1  |
| 1956  | VW2        | ヴァンウォール 254 2.5L L4 | P      | フロイラン・ゴンザレス           |     |     |     |     |           | Ret      |     |     |     |     |     | 0   | -1      | -1  |
| 1956  | VW2        | ヴァンウォール 254 2.5L L4 | P      | ピエロ・タルッフィ               |     |     |     |     |           |          |     | Ret |     |     |     | 0   | -1      | -1  |
| 1957  | VW5        | ヴァンウォール 254 2.5L L4 | P      |                                  | ARG | MON | 500 | FRA | GBR       | GER      | PES | ITA |     |     |     |     | -1      | -1  |
| 1957  | VW5        | ヴァンウォール 254 2.5L L4 | P      | スターリング・モス               |     | Ret |     |     | 1* / Ret* | 5        | 1   | 1   |     |     |     | 25  | -1      | -1  |
| 1957  | VW5        | ヴァンウォール 254 2.5L L4 | P      | トニー・ブルックス               |     | 2   |     |     | 1* / Ret* | 9        | Ret | 7   |     |     |     | 11  | -1      | -1  |
| 1957  | VW5        | ヴァンウォール 254 2.5L L4 | P      | スチュアート・ルイス＝エヴァンズ |     |     |     | Ret | 7         | Ret      | 5   | Ret |     |     |     | 2   | -1      | -1  |
| 1957  | VW5        | ヴァンウォール 254 2.5L L4 | P      | ロイ・サルヴァドーリ             |     |     |     | Ret |           |          |     |     |     |     |     | 0   | -1      | -1  |
| 1958  | VW5        | ヴァンウォール 254 2.5L L4 | D      |                                  | ARG | MON | NED | 500 | BEL       | FRA      | GBR | GER | POR | ITA | MOR |     | 48 (57) | 1位 |
| 1958  | VW5        | ヴァンウォール 254 2.5L L4 | D      | スターリング・モス               |     | Ret | 1   |     | Ret       | 2        | Ret | Ret | 1   | Ret | 1   | 33  | 48 (57) | 1位 |
| 1958  | VW5        | ヴァンウォール 254 2.5L L4 | D      | トニー・ブルックス               |     | Ret | Ret |     | 1         | Ret      | 7   | 1   | Ret | 1   | Ret | 24  | 48 (57) | 1位 |
| 1958  | VW5        | ヴァンウォール 254 2.5L L4 | D      | スチュアート・ルイス＝エヴァンズ |     | Ret | Ret |     | 3         | Ret      | 4   |     | 3   | Ret | Ret | 11  | 48 (57) | 1位 |
| 1959  | VW59       | ヴァンウォール 254 2.5L L4 | D      |                                  | MON | 500 | NED | FRA | GBR       | GER      | POR | ITA | USA |     |     |     | 0       | NC  |
| 1959  | VW59       | ヴァンウォール 254 2.5L L4 | D      | トニー・ブルックス               |     |     |     |     | Ret       |          |     |     |     |     |     | 0   | 0       | NC  |
| 1960  | VW11       | ヴァンウォール 254 2.5L L4 | D      |                                  | ARG | MON | 500 | NED | BEL       | FRA      | GBR | POR | ITA | USA |     |     | 0       | NC  |
| 1960  | VW11       | ヴァンウォール 254 2.5L L4 | D      | トニー・ブルックス               |     |     |     |     |           | Ret      |     |     |     |     |     | 0   | 0       | NC  |
| 出典: |            |                            |        |                                  |     |     |     |     |           |          |     |     |     |     |     |     |         |     |

追記
- 太字はポールポジション、斜体はファステストラップ。（key）
- * - マシンをシェアしたことを表す。1950年から1957年までは、決勝レース中にマシンを乗り換えることが認められていた。
- ポイントの数値は有効ポイント、( )内は総獲得ポイント。
- ^1 - コンストラクタータイトルは1958年から設定された。このためコンストラクターとしてのポイントやランキングは存在しない。

## 車両ギャラリー
- プライベートチーム時代（1951年）

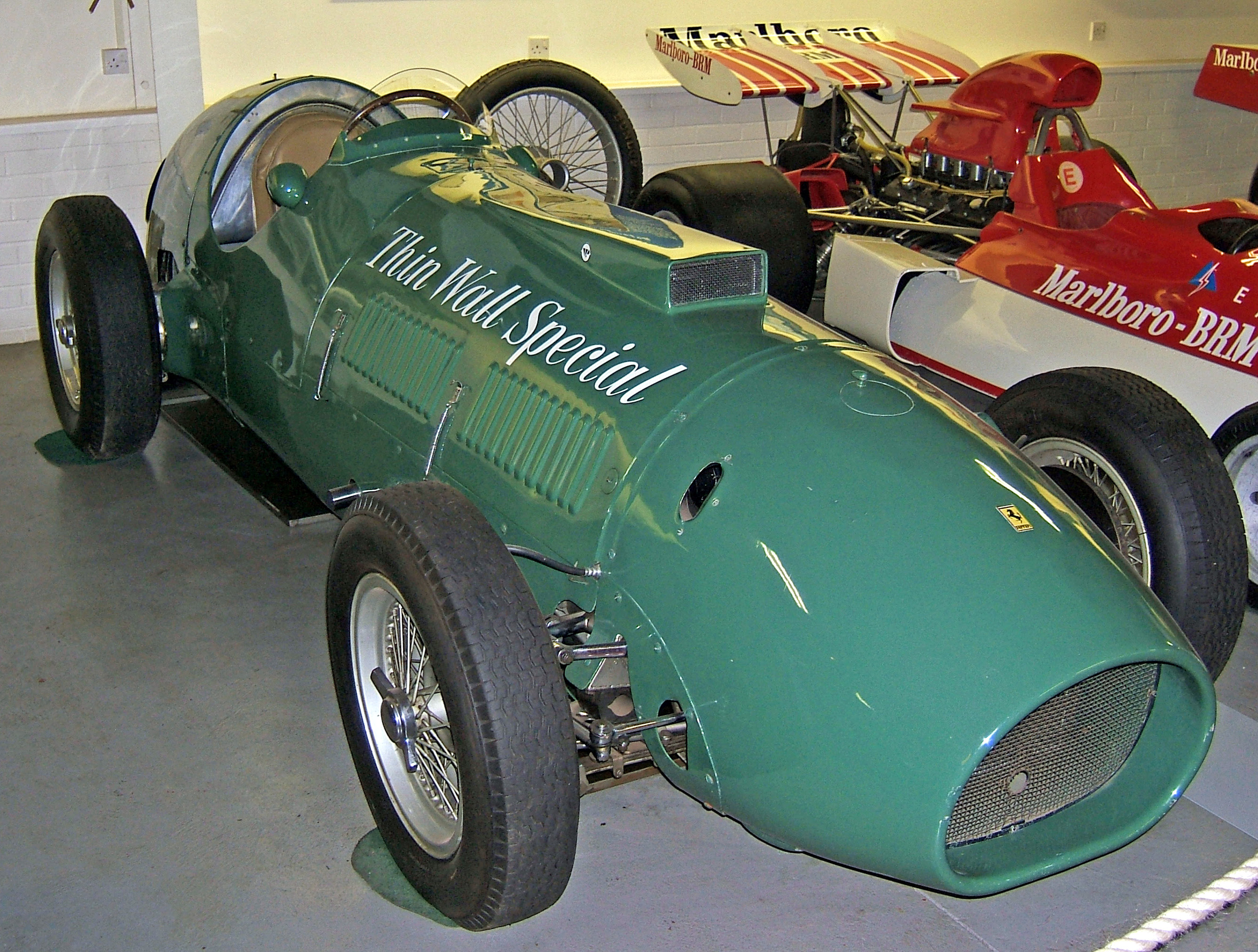
シンウォール・スペシャル（フェラーリ・375F1）

- フルワークスチーム時代（1954年 - 1960年）

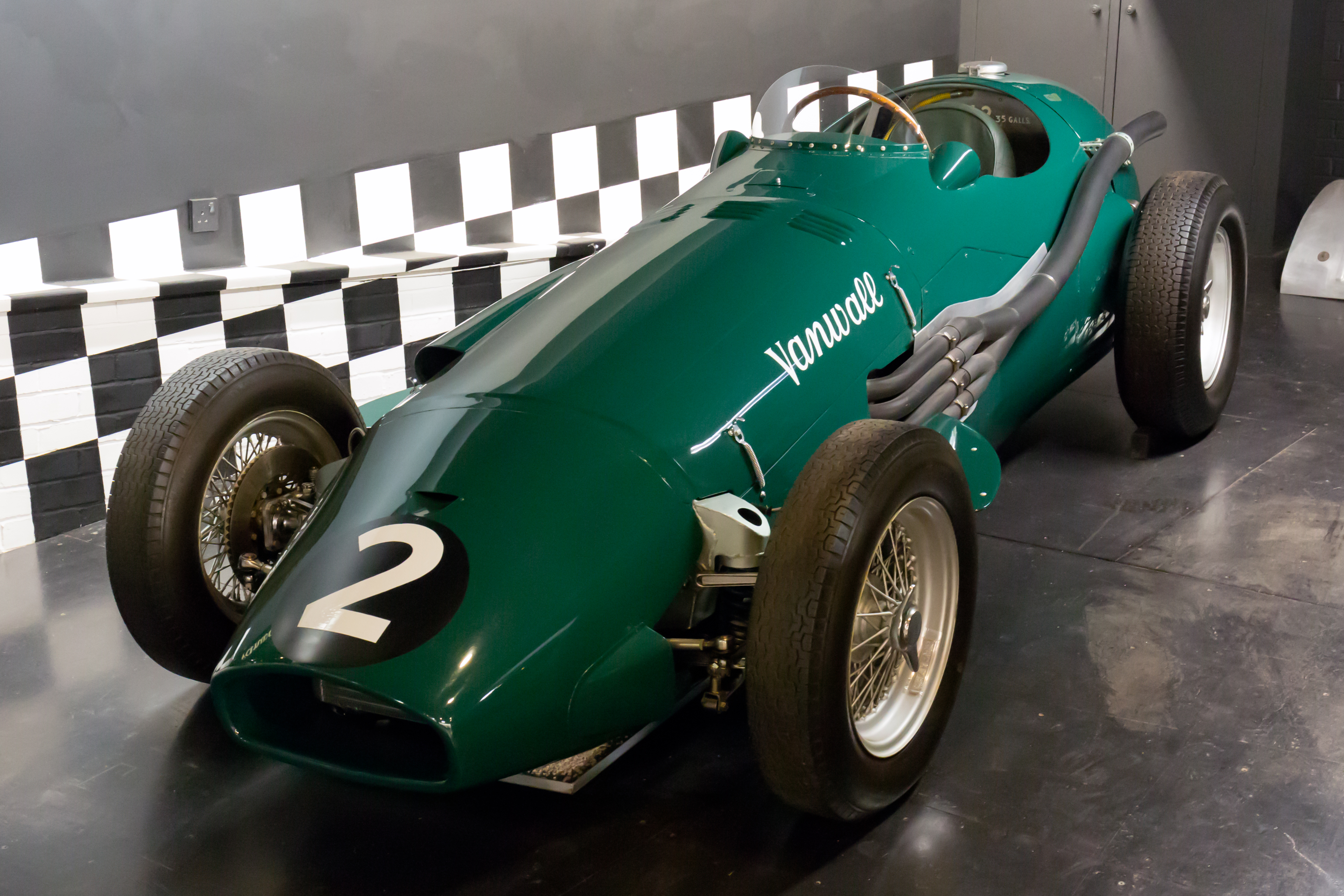
VW2
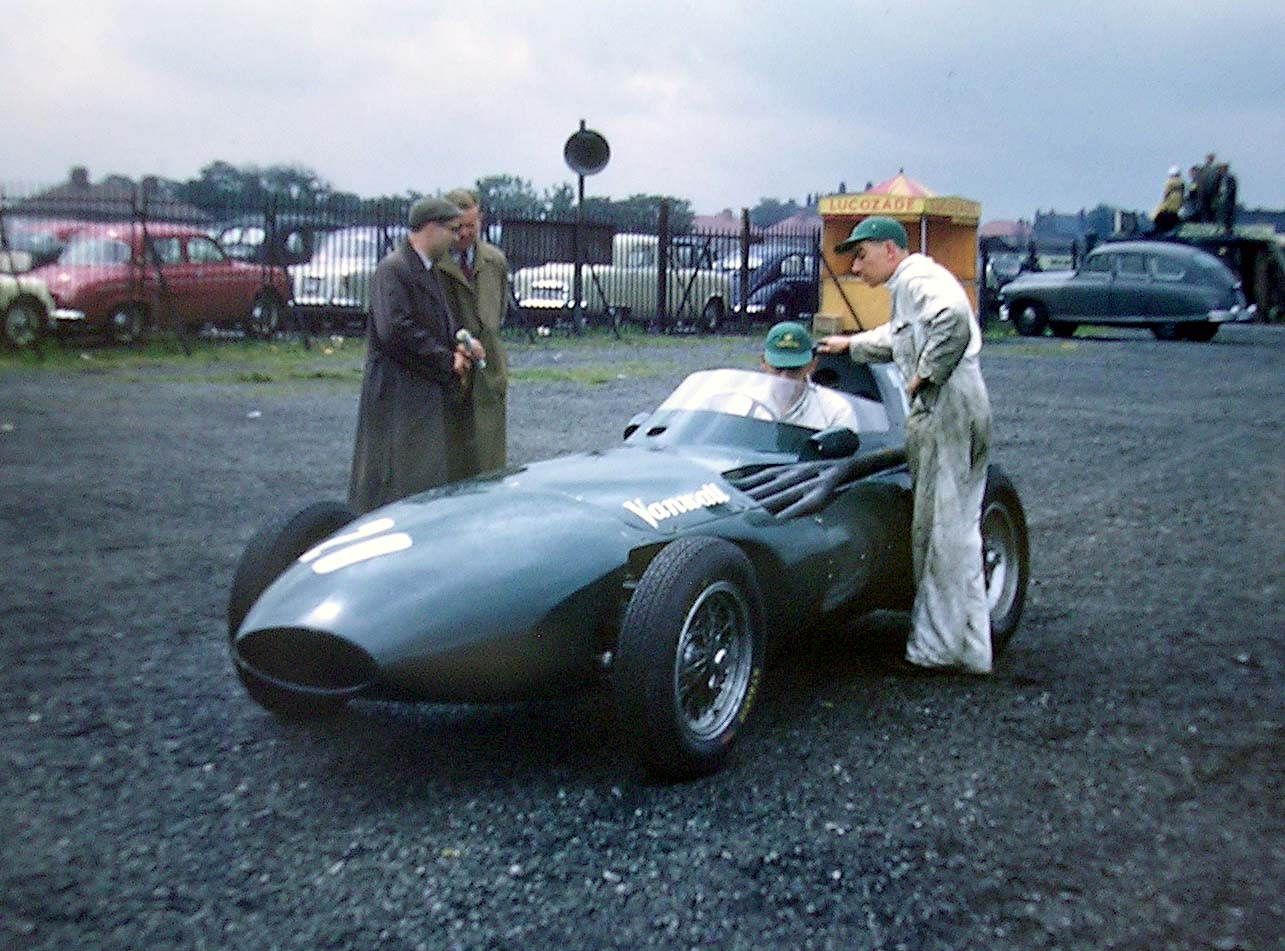
VW5（1957年イギリスGP）
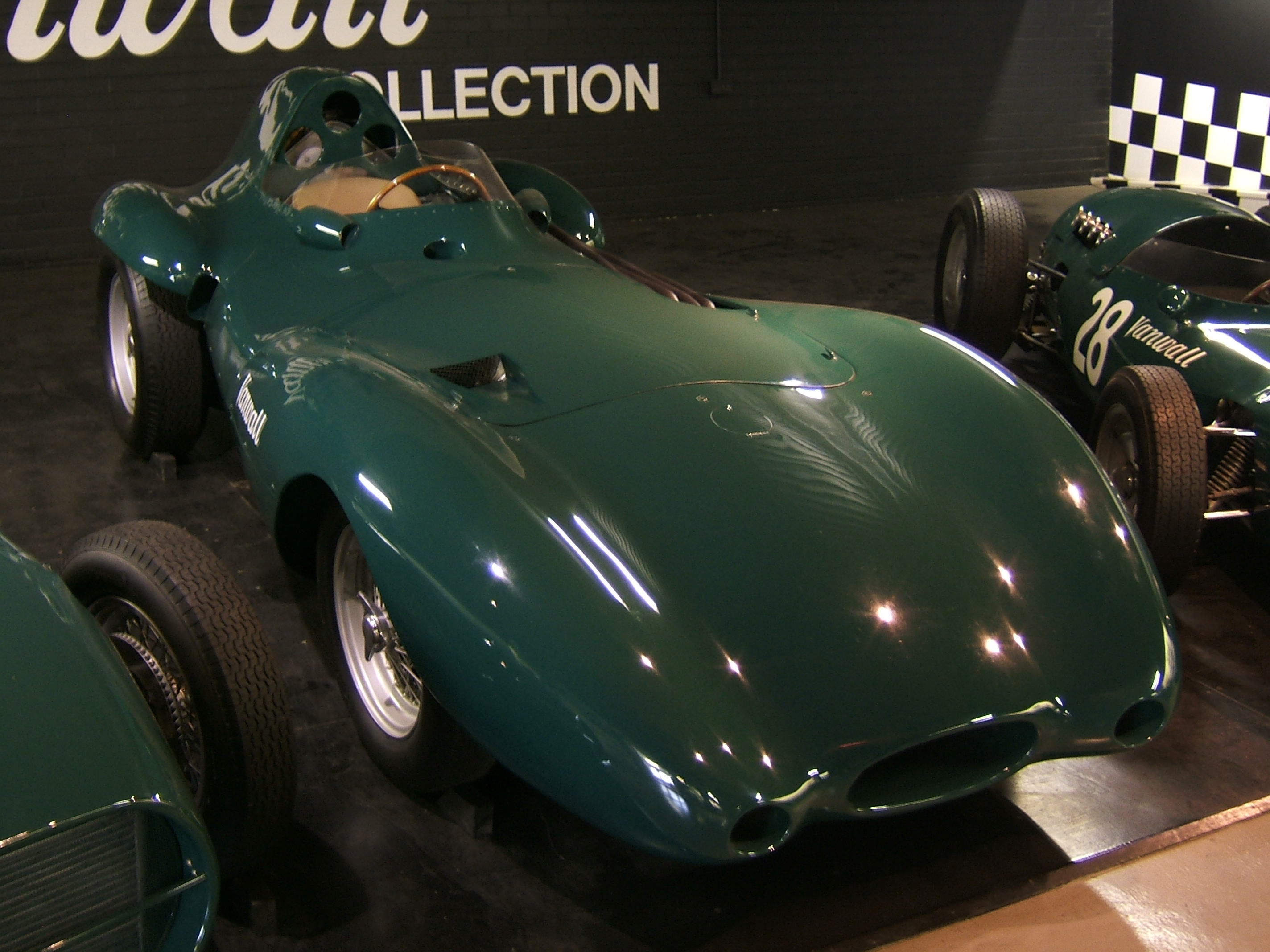
VW6（ストリームライナー）
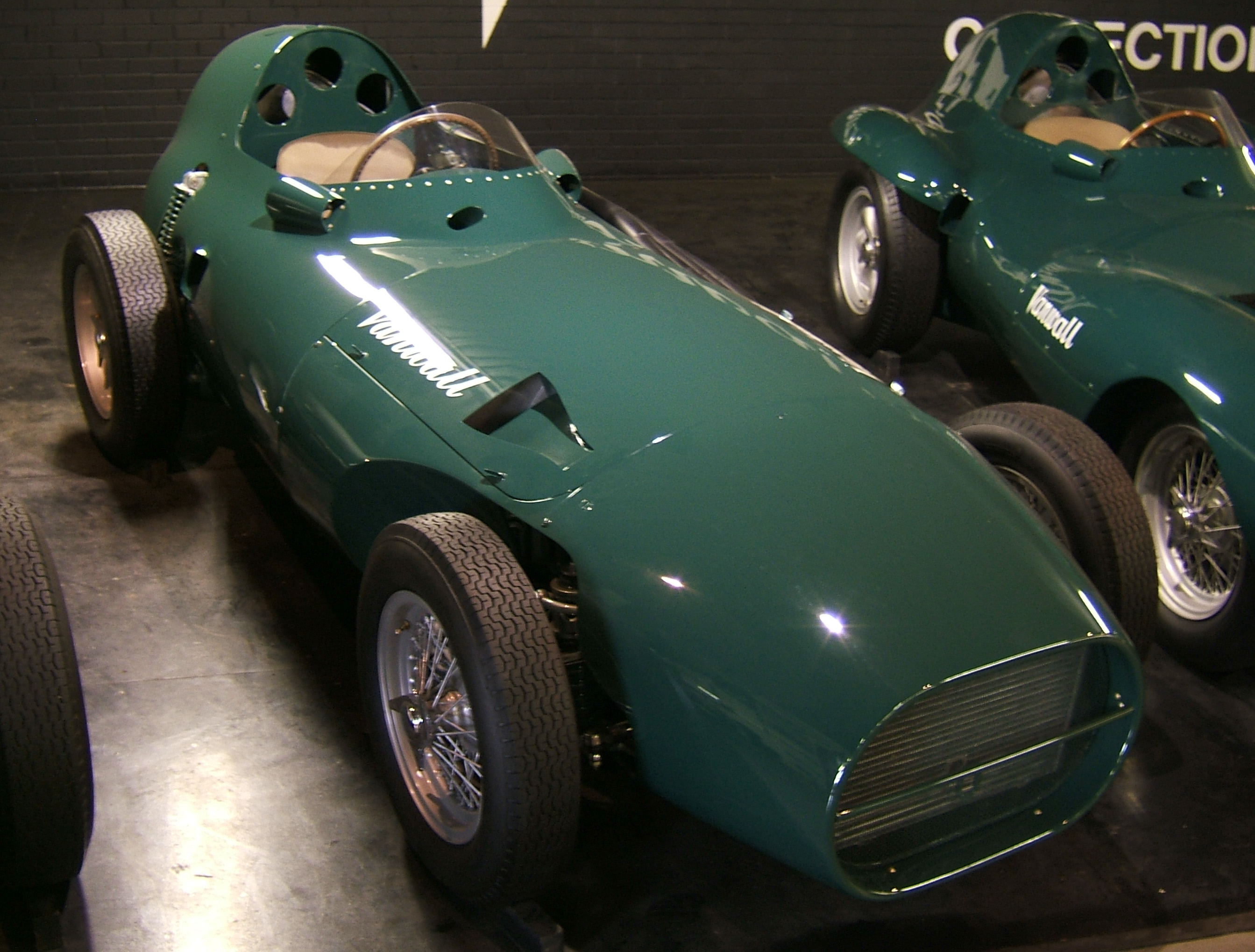
VW7（モナコGP仕様）